# Luigi Vallone
Luigi Vallone (Galatina, 29 marzo 1907 – Galatina, 14 novembre 1972) è stato un politico italiano.
È stato deputato all'Assemblea Costituente (1946-1948), e deputato alla Camera nella I legislatura (1948-1953) come primo dei non eletti, in sostituzione del defunto Giuseppe Grassi. È stato anche uno dei fondatori della Banca del Salento. Figlio di Antonio Vallone.

## Organi parlamentari
- Componente della VIII COMMISSIONE (TRASPORTI) dal 1º luglio 1950 al 24 giugno 1953
- Componente della IX COMMISSIONE (AGRICOLTURA E ALIMENTAZIONE) dal 21 marzo 1950 al 1º luglio 1950